# 聖戴維區 (格林納達)
聖戴維區是格林納達的行政區，位於該國東南部，面積44平方公里，北接聖安德魯區，東面和南面是加勒比海，西毗聖喬治區，首府設於聖戴維，2001年人口11,486。
12°03′46″N 61°39′38″W / 12.06278°N 61.66056°W